# Ding Wenjiang

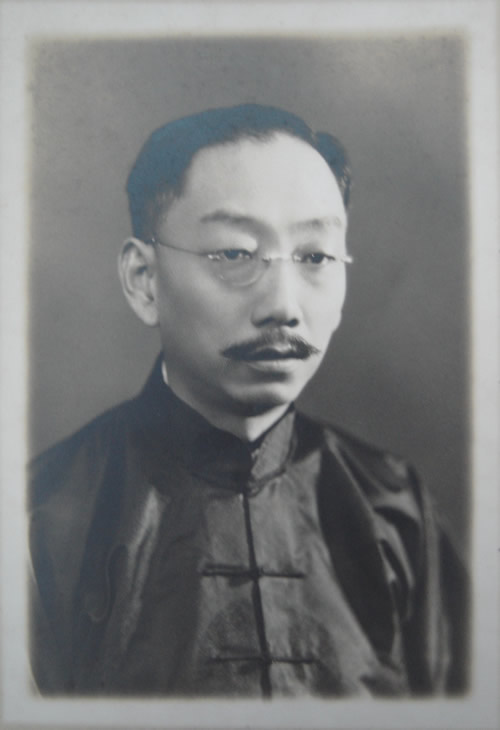
Ding Wenjiang

Ding Wenjiang, meist V. K. Ting zitiert nach der früheren Transkription Ven Kiang Ting (chinesisch 丁文江, Pinyin Dīng Wénjiāng; * 20. März 1888 in Taixing, Chinesisches Kaiserreich; † 5. Januar 1936 in Changsha, Republik China) war ein chinesischer Geologe, Zoologe, Archäologe und Politiker. Er gilt als Gründungsvater der Geologie in China, war Bürgermeister von Shanghai und Generalsekretär der Academia Sinica (1934 bis 1936).

## Leben
Ding studierte im Vereinigten Königreich Geologie, Geographie und Zoologie (Bachelor-Abschluss in Glasgow 1911) und wurde nach der Rückkehr 1913 Gründer der geologischen Landesanstalt Chinas, die er 1916 bis 1921 leitete, und 1921 der Geologischen Gesellschaft Chinas und deren Vizepräsident. Ebenfalls 1921 wurde er Direktor der Beipiao Bergbaugesellschaft und 1925 Leiter der Handelskammer in Shanghai, wobei er im Auftrag der Provinzregierung mit ausländischen Vertretern über deren Rechte in Shanghai verhandelte mit einem Vertrag 1926. Als erster Professor in Peking (1931 bis 1934) bildete er die nachfolgenden Generationen chinesischer Geologen aus. Er war auch Anthropologe und Geograph – Mitherausgeber einer neuen Karte von China (mit Weng Wenhao und Zeng Shiying) und seinen Provinzen – und Direktor des Instituts für Geologie beim Handels- und Landwirtschaftsministerium. Er starb nach Geländeforschungen in einer Kohlenmine an einer Kohlengasvergiftung im Krankenhaus. Gemäß seinem Testament wurde er am Yuelu-Berg begraben.
Er veröffentlichte unter anderem über das Unterkarbon in China und die Geologie des Yangtze-Deltas. In seinem Aufsatz Metaphysik und Wissenschaft (1923) wandte er sich im Disput mit Zhang Junmai gegen die Ansicht, Wissenschaft wäre irrelevant für die Philosophie des Lebens (sheng zhexue 生哲学). Bei der geologischen Landesanstalt (Geological Survey) war er an archäologischen Ausgrabungen aus der Steinzeit durch Johan Gunnar Andersson beteiligt, der 1914 bis 1925 beim Geological Survey war.
Er war Herausgeber von Paleontologia Sinica. Er schrieb ein Lehrbuch der Zoologie. Seine geologischen Erkundungberichte, überwiegend unveröffentlicht, wurden teilweise 1947 postum publiziert.